# فارمر راي
فارمر راي (بالإنجليزية: Farmer Ray)‏ هو لاعب كرة قاعدة أمريكي، ولد في 17 سبتمبر 1886 في Fort Lyon, Colorado ‏ في الولايات المتحدة، وتوفي في 11 مارس 1963 في إليكترا في الولايات المتحدة.
1. ↑   https://www.tradingcarddb.com/Person.cfm/pid/72989/. {{استشهاد ويب}}: |url= بحاجة لعنوان (مساعدة) والوسيط |title= غير موجود أو فارغ (من ويكي بيانات) (مساعدة)